# 许昌站
许昌站位于河南省许昌市魏都区票房街，是京广铁路上的铁路车站，建于1904年，目前为一等站，邮政编码为461000。目前客运：办理旅客乘降；行李、包裹托运；货运：办理整车、零担、集装箱货物发到；办理整车货物承运前保管；不办理整车爆炸品及整车一级氧化剂发到。该站距丰台站764公里，距北京西站775公里，距广州站1519公里。